# 환경공학
환경공학(環境工學, environmental engineering)은 인간과 다른 생명체의 거주를 위해 건강한 수(水)자원, 공기, 땅을 공급하며, 오염된 지역을 정화하는 등, 과학과 공학의 원리들을 통합하여 주변 자연환경을 개선하는 학문이다. 환경공학은 또한 인간과 동물 활동으로부터 발생하는 폐기물 관리, 에너지 자원의 보호 및 공급 자산 관리에 관한 이슈들을 다루는 응용과학 기술의 한 분야이기도 하다. 게다가, 환경공학은 수인성 질병의 해결과 같은 공공 건강 분야의 타당한 해결책을 연구하고, 도시와 촌락, 여가 공간의 적절한 위생 관리를 위한 법들을 적용하는 일들도 포함한다. 환경공학의 범주에는 수질 오염, 대기 오염관리, 재활용, 폐기물 처리, 방사능 관리, 산업 위생, 환경의 지속 가능성, 그리고 공공 건강 이슈들과 환경 법에 관한 지식 등이 포함된다. 마지막으로 제안된 건설 계획으로부터 예상되는 환경적 영향에 관한 연구도 포함한다.
환경공학기술자들은 환경에 기술적 발전이 미치는 영향을 연구한다. 이것을 위하여 폐기물에 의한 피해를 평가하기 위하여 유해 폐기물에 관한 연구를 진행하고, 그것들의 처리와 방지에 대한 자문을 수행하고, 실수를 방지하기 위한 법률을 제정하고 발전시키려 노력한다. 환경 기술 공학자들은 폐수 처리 기술과 산업 폐수 관리법을 계획하고 개발한다. 또한 산성비, 지구 온난화, 기후변화, 오존층 파괴, 운송수단(automobile) 배기가스, 산업 요소 등으로 인한 수질 오염, 대기오염 등 국지적, 혹은 전세계적으로 발생하는 환경 문제들을 다룬다.
많은 대학들에서, 환경공학은 토목공학과 혹은 화학공학과의 환경 학부에 포함되어있다. 환경 '도시' 공학자들은, 수문학, 수자원 관리, 생물적 환경 정화, 수자원 관리 시설 설계 등을 연구하고, 반면에, 환경 '화학' 공학자들은 환경화학, 심화 대기, 수질 관리 기술과 분해기술을 연구한다. 추가적으로, 공학자들은 법률을 공부하여 (법학 박사) 그들의 기술적 전문성을 환경법의 적용에 활용하기도 한다.

## 분류
환경공학은 주로 노동 환경공학(勞動環境工學)과 안전공학(安全工學) 등 2가지로 분류하여 연구되고 있다.
노동 환경공학은 생산이 직접 이루어지고 있는 작업장소의 환경문제, 즉 노동할 때의 노동조건과 인간관계에 대한 모든 인자들을 연구하는 것이라 할 수 있다. 그리고 안전공학은 각 공장에서 발생하는 여러 재해와 사고에 대한 예방을 위한 기술의 제반문제를 기술적 및 체계적인 연구예방을 위한 기술의 제반문제를 기술적 및 체계적인 연구·조사를 통하여 공학적인 대책을 수립하는 것이다.

## 노동환경공학
노동환경공학은 직장의 물질적인 환경을 인간의 신체적 및 정신적인 측면으로 좋은 환경을 조성하기 위한 공학적 노력인바 이것은 노동환경을 단지 개선한다는 의미뿐만 아니라 인간공학(人間工學) 중에서 중요한 인자들간의 상호 상관관계를 고려하는 것까지도 포함된다고 할 수 있다.
노동환경공학의 대상이 되는 요소들은 다음과 같다.

#### 공기조정
작업장에서의 공기 문제는 제일 중요한 요소라 할 수 있다. 작업장의 온도 및 습도의 조정은 환경공학에서 취급하여야 될 중대과제이다. 이것은 첫째 노동하고 있는 사람들로 하여금 쾌적한 조건에서 노동하게 하는 것과 동시에 제품에 대한 필요 때문인 것이다.

#### 먼지 및 가스
직장에서 발생하는 먼지 또는 유해가스의 문제에서 목표가 되는 것은 '허용농도'이다. 이 허용농도는 미국에서는 ACGIH(Americam Conference of Government Industrial Hygienists)의 허용농도가 매년 발표되고 있어 각 기업은 이것에 기준을 둔다. 이와 같은 먼지나 가스의 문제는 유해물의 1회의 측정치를 문제시하는 것은 아니고, 전체 노동시간의 평균 농도를 문제시 하는 것이다. 만일 허용농도의 이하이면 우선 근로자의 건강에 현저한 영향이 없다고 생각해도 좋다. 따라서 환경공학은 작업장의 평균농도를 허용농도 이하로 하기 위하여 공학적 대책을 세워야 할 것이다.

#### 색채조절·소음조절
색채조절은 조명과 동시에 할 필요가 있다. 색채조절에서 고려되어야 할 것은 안전표시와 동시에 이루어져야 된다는 것이다. 작업장의 소음대책도 중요한 문제이며, 소음직업병, 즉 소음성난청(騷音性難聽)의 발생을 방지하기 위하여 소음에 대해서도 허용기준을 설치하고 기준 이하로 조치하기 위한 음향공학적 대책은 물론이려니와 작업장을 쾌적한 곳으로 만들기 위한 소음방지 대책도 고려되어야 한다.

#### 전파·방사선
방사성물질의 공업적 이용이 날로 늘어가고 있다. 전리방사선(電離放射線)에는 α선, β선, γ선, 중성자(中性子), 우주선(宇宙船) 등 여러 가지가 포함되어 있는데 이와 같은 전리방사선으로부터 근로자들을 보호하는 공학적 관리가 시급한 문제로 등장하고 있다. 이것을 위하여 방사선 위생학이라는 분야가 있으며, 작업 관계자들과 이들과의 적절한 팀 워크가 필요해진다. 이외에도 새로운 기술의 도입으로 인하여 예기치 못한 장해가 일어나는 경우가 얼마든지 있다. 따라서 새로운 기술, 특히 화학공업에서의 새로운 물질에 대한 여파에 세심한 관심을 기울일 필요성이 증대된다.

## 같이 보기
- 토목공학
- 생태공학
- 토목지질학
- 환경 디자인
- 환경 영향 평가
- 환경과학
- 환경 연구
- 수문학
- 위생공학
- 정수 (물)